# Nazionale femminile under 19 di calcio della Norvegia
La Nazionale di calcio femminile della Norvegia è la rappresentativa calcistica femminile della Norvegia formata da giocatrici al di sotto dei 19 anni, ed è posta sotto l'egida della Norges Fotballforbund.

## Storia
La squadra, che al 2016 conta 11 partecipazioni al campionato europeo di categoria, è stata finalista della manifestazione in tre circostanze: nel 2003, nel 2008 e nel 2011.
Dal 2000 al 2014, il commissario tecnico è stato Jarl Torske. A partire dal 2014, ne ha preso il posto Nils Lexerød.
Dal 2021, Lena Tyriberget è il nuovo commissario tecnico

## Piazzamenti agli Europei Under-19
- 2002: Fase a gironi
- 2003: Secondo posto
- 2004: Fase a gironi
- 2005: Non qualificata
- 2006: Non qualificata
- 2007: Semifinale
- 2008: Secondo posto
- 2009: Fase a gironi
- 2010: Non qualificata
- 2011: Secondo posto
- 2012: Non qualificata
- 2013: Fase a gironi
- 2014: Semifinale
- 2015: Fase a gironi
- 2016: Fase a gironi
- 2017: Non qualificata
- 2018: Semifinale
- 2019: Fase a gironi
- 2020 - 2021: tornei cancellati a causa delle restrizioni per la pandemia di COVID-19
- 2022: Secondo posto

## Convocazione più recente
Convocati per la sfida di qualificazione al campionato europeo Under-19 2017 da disputarsi in data 17 settembre 2016 contro la Polonia.
Statistiche aggiornate al 18 settembre 2016.
| N. | Pos. | Giocatore                 | Data nascita (età)         | Pres. | Reti | Squadra         |
| -- | ---- | ------------------------- | -------------------------- | ----- | ---- | --------------- |
| 1  | P    | Benedicte Håland          | 10 febbraio 1998 (18 anni) | 1     | 0    | Arna-Bjørnar    |
| 2  | D    | Svanhild Sand             | 20 ottobre 1998 (17 anni)  | 6     | 1    | Trondheims-Ørn  |
| 3  | D    | Sarah Lilleberg Suphellen | 10 luglio 1998 (18 anni)   | 15    | 1    | Trondheims-Ørn  |
| 4  | C    | Anja Rasmussen            | 14 luglio 1998 (18 anni)   | 2     | 1    | Medkila         |
| 5  | C    | Heidi Ellingsen           | 28 luglio 1998 (18 anni)   | 9     | 0    | Lyn             |
| 6  | C    | Noor Hoelsbrekken Eckhoff | 6 dicembre 1999 (16 anni)  | 1     | 0    | Lyn             |
| 7  | C    | Karoline Heimvik Haugland | 23 febbraio 1998 (18 anni) | 25    | 1    | Arna-Bjørnar    |
| 8  | C    | Ingrid Syrstad Engen      | 29 aprile 1998 (18 anni)   | 15    | 0    | Trondheims-Ørn  |
| 9  | C    | Andrea Wilmann            | 31 dicembre 1998 (17 anni) | 3     | 0    | Lyn             |
| 10 | A    | Ingrid Kvernvolden        | 1º maggio 1998 (18 anni)   | 11    | 5    | Fart            |
| 11 | C    | Siw Døvle                 | 28 aprile 1998 (18 anni)   | 10    | 0    | Urædd           |
| 12 | P    | Linn-Mari Nilsen          | 24 febbraio 1999 (17 anni) | 2     | -2   | Kaupanger       |
| 13 | D    | Marte Hjelmhaug           | 2 aprile 1999 (17 anni)    | 2     | 0    | Kaupanger       |
| 14 | D    | Frida Maanum              | 16 luglio 1999 (17 anni)   | 2     | 0    | Lyn             |
| 15 | C    | Sophie Román Haug         | 4 settembre 1999 (17 anni) | 2     | 2    | LSK Kvinner     |
| 16 | D    | Camilla Huseby            | 12 aprile 1999 (17 anni)   | 3     | 0    | Kolbotn         |
| 17 | A    | Andrea Norheim            | 30 gennaio 1999 (17 anni)  | 2     | 0    | Olympique Lione |
| 18 | A    | Emilie Nautnes            | 13 gennaio 1999 (17 anni)  | 2     | 3    | Arna-Bjørnar    |